# شهرستان رامسی (داکوتای شمالی)
شهرستان رمزی، داکوتای شمالی (به انگلیسی: Ramsey County, North Dakota) یک سکونتگاه مسکونی در ایالات متحده آمریکا است که در داکوتای شمالی واقع شده‌است.

## خصوصیات
شهرستان رمزی ۳٬۳۶۹٫۵۹ کیلومترمربع مساحت دارد.